# Alakoss
Alakoss este o comună rurală din departamentul Goure, regiunea Zinder, Niger, cu o populație de 15.173 de locuitori (2001).